# Държавна девическа гимназия „Мария-Луиза“
Вижте пояснителната страница за други значения на Мария Луиза.
Държавната девическа гимназия „Мария-Луиза“ е закрито училище, функционирало във Варна от 1898 до 1954 г.
На 3 март 1983 сградата му е преустроена и превърната във Варненски археологически музей. Днес е класифицирана като паметник от национално значение.
Сградата на гимназията се строи от 1893 до 1900 на мястото на бившите турски казарми, като е напълно обзаведена и открита за учебната 1898/1899 г. Проектът за сградата е предоставен от белгийския просветен министър със съдействието на регент Георги Живков, а архитект Петко Момчилов го преработва и съобразява с местните условия. Строежът се ръководи от арх. Христо Ковачевски, арх. Шрайбер и арх. Сава Димитриевич, а предприятието предприемач е Шуменското търговско дружество. Неоценима дарителска помощ осигуряват Велико Христов, Иван Церов, Елена и Стойна Илиеви, Веска Вачкова, Анка Габровска, Руска Калева, Олимбия Росетова, Димо и Георги Серафимови.

## Архитектура
Сградата има подчертано представителен вид и притежава значителна паркова площ. Застрояването на сградата е симетрично, централният вход и монументалното трираменно стълбище са поставени в главната ос. Главният вход е подчертан с полукръгли арки и елегантна колонада в йонийски стил. Фасадата е с академично деление от пет части с богато архитектурно оформление на централната част. Крилата завършват с атични надвишавания, а сградата е увенчана с главен корниз, пластично обогатен с конзоли. Архитектурата е разработена в стила на италианския ренесанс с явни неоренесансови влияния. Хармоничните пропорции на обемната композиция и озелененият двор допринасят сградата да се приема като палацо.

## История
Според архивни данни през 1868/69 учебна година във Варна се открива отделно девическо училище. През 1889 г. в града функционира Държавно III-класно девическо училище с директор Хр.П.Стефанов. През този период учлището се помещава в частен дом и в него се обучават около сто ученици под ръководството на дванадесет учители. На 29 юни 1891 г. (стар стил) се състои тържествено закриване на учебната година в дома на хаджи Янако, където се помещава гимназията. През 1891 – 92 учебна година учебното заведение гимназията се нарича Варненска държавна девическа гимназия, открит е V клас и пансион за ученичките.

На 11 май 1893 г. по случай полагането на основния камък на новата сграда на Държавната девическа гимназия княз Фердинанд I издава акт със съдържание:
| „     | Днес, единадесети май, от хиляда осемстотин деветдесет и третата година от Рождество Христово, в деня на всенародния празник на славяно-българските просветители светите Кирил и Методий, след тържествен молебен, извършен в присъствието на цялото българско духовенство, на гражданските и военни чиновници и на всички квартируващи в града войски, се положи основният камък на това здание на Варненската държавна девическа гимназия – за образование и възпитание в него на гражданки и дъщери на татковината България во веки веков. Нека бог го винаги закриля! | “ |
| [ 8 ] | |   |

Училището е обявено за Държавна девическа гимназия с четири, а по-късно шест класа, като негов пръв директор е Георги Живков. През 1894 г. за директор на гимназията е назначен Стоян Заимов, като от 25 юли 1898 е съхранено обявление под номер 631, което разяснява на гражданите на гр. Варна условията за прием на ученички в гимназията в новопостроената сграда:
| „ | Гимназията отваря врати на 25 август. Записването на ученички се захваща от същия ден и трае до 1 септември, през което време се извършват и поправителните приемни изпити. Редовните занятия започват на 1 септември. Ученици от частни училища или тези, които се подготвят от домашни учители и не притежават свидетелство от народно средно училище, се приемат в съответния на подготовката им клас, след като бъдат положени изпити по всички предмети, които се изучават в по-долния клас. Такива ученици плащат предварително 50 лева такса, а ако се приемат за редовни, плащат и предвидената обикновена такса от 8 или 12 лв. Всички жители на града, които искат да имат ученички у себе си на квартира през учебната година, са длъжни до 10 август да се обозначат в Дирекцията, като обозначат в заявленията си участъка, улицата, № на къщата, колко стаи, с каква големина и за колко ученички дават под наем, с храна, осветление, отопление и прочее или без тях, с каква последваща плата в единия или в другия случай | “ |

През 1905 г. е регистриран отлив на желаещи да се обучават в Девическата гимназия поради променения статут на училището в педагогическо, като предпочитанията се насочват към френския девически колеж „Свети Андрей“. До Първата световна война гимназията се издига като един от главните просветни центрове в България. На 28 август 1911 във вестник „Свободен глас“ във Варна са отпечатани данни относно посещението на делегация от Софийския окръжен съд, извършваща проверка след ежегодният концерт, организиран в помощ на най-бедните ученички. Твърде свободните изказвания в програмата на концерта водят до съмнение, че в гимназията е намерил почва социализмът. През 1945 г. гимназията е преименувана на името на д-р Петър Берон и днес наследник на учебното заведение е Математическата гимназия. През 1954 г. в Девическата гимназия се допускат и момчета и тя става смесено училище.

## Известни възпитанички
- Адриана Будевска – актриса;
- Дора Габе – поетеса;